# جرج بارنز (کارآفرین)
جرج بارنز (انگلیسی: George Burns, 2nd Baron Inverclyde؛ زاده ۱۷ سپتامبر ۱۸۶۱ درگذشته ۸ اکتبر ۱۹۰۵) یک کارآفرین و مدیر راه‌آهن اهل اسکاتلند بود.